# تسلا مدل ۳
تسلا مدل ۳ (به انگلیسی: Tesla Model 3) ("☰") یک خودرو تمام برقی چهار در سدان کامپکت که توسط تسلا موتورز طراحی و ساخته شده‌است. این خودرو در ۳۱ مارس ۲۰۱۶ برای نخستین بار معرفی شد و تولید آن برای مشتریان به صورت انبوه پایان سال ۲۰۱۷ و ابتدای سال ۲۰۱۸ آغاز شد 
تا ۷ آوریل ۲۰۱۶، یعنی یک هفته پس از معرفی، مسئولان رسمی شرکت اعلام کردند که میزان ۳۲۵٬۰۰۰ سفارش خرید برای مدل ۳ ثبت شده‌است، رقمی بیش از ۳ برابر میزان فروشی که مدل اس تا پایان سال ۲۰۱۵ داشت. این سفارش خرید نشان دهنده پتانسیل فروش بیش از ۱۴ میلیارد دلار است. همین‌طور تا ۱۹ آوریل، تسلا نزدیک به ۴۰۰٬۰۰۰ سفارش دریافت کرد. عرضه رسمی این خودرو از ۲۸ ژوئیه ۲۰۱۷ آغاز شد.

## اطلاعات کلی
طبق گفته مسئولان شرکت تسلا این خودرو تمام الکتریکی دامنه پیمایشی دستکم برابر با ۵۶۰کیلومتری (۳۴۸ مایل) داشته و برای نشستن ۵ نفر جای کافی دارد. این خودرو دارای هر ۲ صندوق جلو و عقب بوده و همین‌طور قادر به شتاب‌گیری ۰–۱۰۰ کیلومتر بر ساعت (۰–۶۰ مایل بر ساعت) در کمتر از ۳ ثانیه می‌باشد. انتظار می‌رود مدل ۳ ضریب اصطکاکی برابر ۰٫۲۱ دارا باشد، میزانی کمتر از ضریب درگ مدل اس (۰٫۲۴)، که کمترین میزان در بین تمامی خودروهای در حال تولید می‌باشد. ماسک گفته‌است مدل محور عقب محرک پایه آن دارای نیروی غلتشی زیادی بر روی یخ می‌باشد که حاصل واکنش سریع گشتاور موتور الکتریکی است.
طی مراسم معرفی، تسلا اعلام نمود شروع قیمت از ۳۵٬۰۰۰ دلار پیش از اعمال انگیزاننده‌های دولتی خواهد بود. هرچند پس از افزودن موارد اختیاری به خودرو، مدیرعامل تسلا ایلان ماسک پیش‌بینی نمود که میانگین قیمت فروش نزدیک به ۴۲٬۰۰۰ دلار خواهد بود.
انتظار می‌رود تحویل اولیه در ایالات متحده از اواخر ۲۰۱۷ آغاز شود و در ۲۰۱۸ یا ۲۰۲۰ به مرحله تولید کامل برسد.

## تاریخچه
مدل ۳ (به شیوه «☰») در طرح تجاری اصلی در سال ۲۰۰۷ Tesla BlueStarنامگذاری شده بود. نام مدل ۳ توسط حساب توییتر ماسک در ۱۶ ژوئیه ۲۰۱۴ اعلام شد. هرچند مدل ئی (به انگلیسی: Model E) در نظر گرفته شده بود که به دلیل ثبت تجاری توسط فورد از آن صرف نظر شد. ماسک قصد داشت که سه مدل فعلی اس - ئی - اکس (به انگلیسی: S - E - X) خوانده شود.
نقشه راه شرکت برای مدل ۳ بخشی از استراتژی ۳ مرحله‌ای برای آغاز از بالاترین قیمت و سیر کاهشی آن به پایین است، تا زمانی که فناوری باتری و پیشران برقی پیشرفت کند و هزینه آن از راه فروش تسلا رودستر و تسلا مدل اس تأمین شود.

## مشخصات
انتظار می‌رود مدل پایه دارای:
- حداقل دامنه پیماش ۳۴۸ مایل (۵۶۰ کیلومتر)
- امکان شارژ فوق سریع[۱۷][۱۸]
- سخت‌افزار هدایت خودکار و ویژگی‌ها ایمنی فعال[۱۹]
- محور عقب محرک[۱۷][۲۰]
- شتاب‌گیری ۰–۱۰۰ کیلومتر بر ساعت در کمتر از ۳ ثانیه[۱۷]
- ضریب درگ مورد انتظار ۰٫۲۱[۲۱]
- صندوق جلو و عقب[۱۷]
- نمایشگر تک کنسول وسط قرار داده شده ۱۵ اینچی ال‌سی‌دی در حالت افقی
- فرمان و ابزارهای کنترل متمایزی از آنچه در پیش‌نمونه نشان داده است که تداعی‌کننده فضاپیما خواهد بود.
- شیشه یک تکه عقب خودرو امتداد داده شده تا سقف
- سازگاری الکتریکی با جریان و ولتاژهای متفاوت جهانی